# Батагур трисмугий
Батагур трисмугий (Batagur dhongoka) — вид черепах з роду Батагури родини Азійські прісноводні черепахи.

## Опис
Карапакс завдовжки  від 26 до 48 см. Спостерігається статевий диморфізм: самиці більші за самців. Голова середнього розміру, дещо витягнута. Карапакс має еліптичну форму і розширюється у задній частині. Зверху у молодих черепах присутній невеликий медіальний кіль, що пропадає з віком. Пластрон довгий і вузький. Лапи наділені плавальними перетинками.
Голова оливкова або коричнева з жовтими смугами на кожному боці від ніздрів через орбіту очей і тимпанічний щиток до шиї. Щелепи світліші. Шия та кінцівки оливкові або коричнево—жовті. Карапакс оливково—коричневий з темно—коричневою або чорною серединною смугою і 2 нечіткими бічними смугами. Пластрон жовтого кольору з коричнево—червоними плямами на кожному щитку у молодняка.

## Спосіб життя
Полюбляє глибокі великі річки, озера, заплави. Зустрічається на висоті не нижчі 500 м над рівнем моря. Харчується рослинною їжею та дрібними безхребетними.
Парування відбувається у березні—квітні. Самиця відкладає 16—35 білих подовжених овальних яєць у гнізда глибиною 18—27 см на піщаних берегах. Розмір яєць 46—66,2x32—41,2 мм. Шкаралупа може бути як тверда, так і м'яка. Інкубаційний період триває від 5 до 6 місяців.

## Розповсюдження
Мешкає у басейні річок Ганг й Брахмапутра у Непалі, Бангладеш та на півночі Індії.